# Para-fitt SE
A Para-fitt Sportegyesületet (eredetileg úszó és vízisport egyesületet) 2001 decemberében alapította Gégény Noémi, azzal 
a szándékkal, hogy segítséget nyújtson, a társadalom perifériáján élő értelmi és halmozottan 
sérült gyerekek, fiatalok lelki és testi rehabilitációjához.

## Egyesület bemutatása
A egyesület sérült gyermekekkel, fiatalokkal foglalkozik, nonprofit formában működik, s az évek során jelentősen bővült a tevékenységek köre. Mára, különböző egyesületekkel, szakemberekkel karöltve, szervezett keretek között, karate, (ami valójában inkább mozgáskoordináció fejlesztés), evezés, (idényfüggően) korcsolya/görkorcsolya, valamint társastánc, tai-chi, jóga és túrázási lehetőségeket is kínál.
A különböző pályázatoknak köszönhetően színházba járást, hétvégi programokat, sportnapokat szerveznek a gyermekeknek.
Az általuk szervezett programok, oktatás, a szabadidő eltöltéshez nyújtott lehetőségek, mind-mind a fogyatékkal élő személyek adaptációját segítik elő és próbálják a családot visszahelyezni a társadalomba. Ezáltal mint antidiszkriminációs folyamat is működik a fogyatékosok társadalmi kirekesztettségének megszüntetése érdekében.

### Tevékenysége
- értelmi és mozgássérült gyermekek, fiatalok rehabilitációja
- fogyatékos gyermekek és fiatalok vízhez szoktatása, terápiás gyógyúszása és heti rendszeres úszásoktatása
- a már úszni tudó fogyatékos fiatalok versenyeztetése
- hazai speciális úszóversenyek szervezése
- szabadidős és iskolai szünidős programok szervezése és lebonyolítása fogyatékos fiatalok és családjaik számára
- más civil szervezetekkel együttműködés a fogyatékosok sportjának és integrációjának

elősegítése érdekében
Tanítványaik között mindenféle fogyatékossági szindrómával rendelkező gyermek és fiatal van, például autisták, Down és Williams szindrómások, mozgássérültek, daganatos betegek, baleseti agysérültek, ICP-sek (központi idegrendszeri sérültek), hallássérültek és halmozottan sérültek is.

#### Életrevalók
Az egyesület 2012-ben indította ezt a programját, melynek lényege az értelmileg sérült fiatalok részére életvezetési gyakorlat szerzése, önállósodásuk segítése.
A Para-fitt SE tizen- huszon évesei  az élet kalandjaiban -feladataiban próbálnak helyt állni. A programról film készült, amely bekerült a Budapest film Zrt. iskoláknak vetített Tabu sorozatába.

#### Fogadj örökbe egy osztályt
2013-tól a Para-fitt SE sérült fiataljai minden évben örökbe fogadnak egy középiskolás csoportot, akikkel egy tanéven keresztül együtt kalandoznak karöltve járják a várost és az országot.
2013/14-ben egy-egy szombati programjukra a VIII. kerületi Bókay Szakközépiskola diákjait: fogadták örökbe. Volt extrém túra, városnézés, Popfesztivál és Capa évforduló. Ami csak szem-szájnak ingere.